# Miss Grand Malaysia
Miss Grand Malaysia es un certamen de belleza femenina realizado anualmente en Malaysia donde se califican la belleza integral, inteligencia, seguridad, elegancia y porte que poseen las candidatas al título. Cada concursante representa únicamente a un estados del país y la ganadora del título lo lleva por un periodo de alrededor de un año. Las participantes y ganadoras le dan significado e importancia a esta competencia de belleza promoviendo parar la guerra y la violencia campaña cuál es el eslogan del concurso.
La actual Miss Grand Malaysia es Debra Jeanne Poh , quien representó a Malaysia en el Miss Grand Internacional 2018, en Birmania, pero no calificó.

## Ganadoras del certamen
| Año  | Ganadora                | Estados      | Edad | Altura | Lugar del evento                                                     | Participantes                      | Fecha                              | Ref.        |
| ---- | ----------------------- | ------------ | ---- | ------ | -------------------------------------------------------------------- | ---------------------------------- | ---------------------------------- | ----------- |
| 2020 | Jasebel Robert          | Kuala Lumpur | 20   |        | Online                                                               | 18                                 |                                    |             |
| 2019 | Mel Dequanne Abar       | Sabah        | 20   | 1,75 m | Meritz Hotel Miri, Miri, Sarawak                                     | 24                                 | 28 de abril de 2019                | [ 3 ]       |
| 2018 | Debra Jeanne Poh        | Sarawak      | 22   | 1,71 m | Grand Pacific Ballroom, Evolve Concept Mall, Petaling Jaya, Selangor | 24                                 | 12 de mayo de 2018                 | [ 4 ]       |
| 2017 | Sanjeda John            | Sabah        | 25   | 1,68 m | Grand Pacific Ballroom, Evolve Concept Mall, Petaling Jaya, Selangor | 16                                 | 5 de agosto de 2017                | [ 5 ]       |
| 2016 | Ranmeet Jassal          | Selangor     | 24   | 1,73 m | Designación, No Concurso Nacional.                                   | Designación, No Concurso Nacional. | Designación, No Concurso Nacional. | [ 6 ]       |
| 2015 | Santhawan Boonratana    | Kelantan     | 23   | 1,66 m | Designación, No Concurso Nacional.                                   | Designación, No Concurso Nacional. | Designación, No Concurso Nacional. | [ 6 ] [ 7 ] |
| 2014 | Jane Koo                | Penang       | 25   | 1,67 m | Designación, No Concurso Nacional.                                   | Designación, No Concurso Nacional. | Designación, No Concurso Nacional. | [ 8 ]       |
| 2013 | Michelle Madeleine Moey | Penang       | 22   |        | Queensbay Mall, Penang                                               | 12                                 | 30 de septiembre de 2013           | [ 9 ]       |

| Año  | Primera Finalista           | Segunda Finalista               | Tercera Finalista                    | Cuarta Finalista             |
| ---- | --------------------------- | ------------------------------- | ------------------------------------ | ---------------------------- |
| 2019 | Perak: Saroopdeep Kaur Bath | Selangor: Haaraneei Muthu Kumar | Sarawak: Julie Minele                | Selangor: Lishalinny Kanaran |
| 2018 | Sabah: Kate Cantwell        | Sabah: Scarlett Megan Liew      | Kuala Lumpur: Taanusiya Veerapandian | Sarawak: Rachel Chin         |
| 2017 | Kuala Lumpur: Cass Chen     | Sarawak: Fiollaa Redup          | –                                    | –                            |
| 2013 | Penang: Malena Yvelisse     | Kuala Lumpur: Natelynn Tiow     | –                                    | –                            |

## Ediciones
| Miss Grand Malaysia       |
| 2013 · 2017 · 2018 · 2019 |

## Representaciones internacionales por año
Clave de color;
- Ganadora
- Finalista
- Semifinalista
- Cuartofinalista

### Miss Grand International
| Año  | Representante           | Estados      | Posición | Premios especiales                | Ref   |
| 2023 | Kash Bhullar            | Selangor     |          |                                   |       |
| 2022 | Charissa Chong Su Huey  | Subang Jaya  |          |                                   |       |
| 2021 | Lishalliny Karanan      | Selangor     |          | - Ganadora – Mejor Traje Nacional |       |
| 2020 | Jasebel Robert          | Kuala Lumpur | Top 10   |                                   |       |
| 2019 | Mel Dequanne Abar       | Sabah        |          |                                   |       |
| 2018 | Debra Jeanne Poh        | Sarawak      |          | - Top 10 – Miss Voto Popular      | [ 2 ] |
| 2017 | Sanjeda John            | Sabah        |          | - Top 10 – Mejor Traje Nacional   |       |
| 2016 | Ranmeet Jassal          | Selangor     | Top 20   | - Top 10 – Mejor Traje Nacional   |       |
| 2015 | Santhawan Boonratana    | Kelantan     |          | - Top 20 – Mejor Traje Nacional   |       |
| 2014 | Jane Koo                | Penang       |          | - Top 20 – Mejor Traje Nacional   |       |
| 2013 | Michelle Madeleine Moey | Penang       |          | - Top 20 – Mejor en Traje de Baño |       |

### Miss Intercontinental
| Año  | Representante        | Estados      | Posición | Premios especiales | Ref    |
| 2019 | Saroopdeep Kaur Bath | Perak        |          |                    |        |
| 2018 | Scarlett Megan Liew  | Sabah        | Top 20   |                    | [ 10 ] |
| 2017 | Sanjna Suri          | Kuala Lumpur | Top 18   |                    |        |

### Miss Global
| Año  | Representante         | Estados      | Posición | Premios especiales | Ref    |
| 2019 | Haaraneei Muthu Kumar | Selangor     |          |                    |        |
| 2018 | Rheanna Deandra       | Kuala Lumpur |          |                    | [ 11 ] |
| 2017 | Cass Chen             | Kuala Lumpur |          |                    | [ 12 ] |